# Cimetière du Plateau
De Cimetière du Plateau is een militaire begraafplaats met Franse gesneuvelden uit de Eerste Wereldoorlog, gelegen in het Belgische dorp Rossignol in de gemeente Tintigny. De begraafplaats ligt meer dan twee kilometer ten noorden van het dorpscentrum, langs de weg naar Neufchâteau (N801), midden in een uitgestrekt bos. Er worden meer dan 600 gesneuvelde Franse militairen herdacht.
In de buurt ontmoetten op 22 augustus 1914 de Franse koloniale troepen de Duitse infanterietroepen. In de veldslag vielen zo'n 3.000 doden. De begraafplaats werd tijdens de oorlog vanaf 1917 aangelegd door de Duitse bezetter, samen met het grotere Cimetière de l'Orée de la Forêt aan de bosrand en een verdwenen begraafplaats langs de weg naar Marbehan. De begraafplaats werd in 1989 als site beschermd.